# Dimas (mitologia)
Em mitologia grega, Dimas ou Dimante é o nome atribuído a pelo menos quatro indivíduos.
1. O primeiro Dimas foi um rei frígio[1] e pai de Hécuba (também chamada Hécabe), esposa de Rei Príamo de Troia. Segundo Homero também sabe-se que Rei Dimas teve um filho nomeado Ásio, que lutou (e morreu) durante a Guerra de Troia -- a não ser confundido com seu homônimo, Ásio filho de Hírtaco, que também lutou (e morreu) perante Troia. Os escolásticos creditam Dimas com um outro filho, nomeado Otreu, que combateu as Amazonas uma geração antes da Guerra de Troia. O pai de Dimas frígio é dado como um Eoneu, filho de Proteu, por alguns antigos mitógrafos (escolásticos de Eurípides). A esposa de Dimas é dada como Eunoé, uma filha do deus-rio Sangário. De fato, Dimas e seus súditos frígios estão proximamente ligados ao rio Sangário, que deságua no Mar Negro. A etimologia do nome Dimas é obscura, embora provavelmente seja não-helênico. Qualquer semelhança ao nome Midas, outro rei mítico da Frígia, pode ser completamente coincidental.
2. O segundo Dimas foi talvez o mesmo que o primeiro. De acordo com Quinto de Esmirna esse Dimas foi o pai de Méges, um troiano cujos filhos lutaram em Troia.[2]
3. O terceiro Dimas foi um dórico e o ancestral dos Dímanos. Seu pai, Egímio, adotou o filho de Héracles, Hilo. Dimas e seu irmão, Pânfilo, submeteram-se a Hilo.
4. O quarto Dimas é mencionado na Odisseia de Homero como um capitão fenício, cuja filha era uma amiga da princesa Nausícaa.[3]

## Nota
- Este artigo foi inicialmente traduzido, total ou parcialmente, do artigo da Wikipédia em inglês cujo título é «Dymas», especificamente desta versão.